# Mohelnice
Mohelnice (německy Müglitz) je město v Olomouckém kraji. Nachází se v úrodné kotlině (Mohelnická brázda) obklopené ze tří světových stran horami (Hrubý Jeseník, Zábřežská vrchovina), kterou protéká řeka Morava. Žije zde přibližně 9 800 obyvatel.
Díky těmto příznivým podmínkám zde existovalo osídlení již od pravěku a Mohelnice byla i postupem doby důležitým městem v rámci regionu. Ve středověku město patřilo k centrům obchodu a vzdělání na severní Moravě, nevyhnulo se však decimujícím katastrofám jako byl mor, povodně a požáry. Kromě toho bylo několikrát vydrancováno nepřátelskými vojsky, naposledy v 18. století během válek o rakouské dědictví. V letech 1938 až 1945 byla Mohelnice přičleněna (v důsledku uzavření Mnichovské dohody) k nacistickému Německu. Další důležitou změnou v historii města bylo vysídlení původní většinové německé populace po konci druhé světové války a příchod nových českých obyvatel na jejich místo.
Město je významné svým průmyslem (Forvia (předtím Hella Autotechnik), Siemens) a především pozicí jako důležitý dopravní uzel, kde se napojuje silniční trasa z Hradce Králové na již zprovozněný úsek dálnice D35 směrem na Olomouc a na silnici I/44 směrem na Jeseník a dále do Polska. Koná se zde každoročně také řada kulturních, společenských a sportovních akcí, které příznivě podporují také turistický ruch. Součástí obce je sedm místních částí a Mohelnice je také centrem Svazku obcí mikroregionu Mohelnicka.

## Název
Jméno osady původně označovalo zaměstnání jejích obyvatel: Mohylnici ("lidé stavící mohyly"), jak ukazuje nejstarší doklad Mogilnici (1131). Záměna -y- za -e, doložená u tohoto jména už ve 13. století, nesouvisí s nářeční změnou ý → e, neboť -e- mají místní jména odvozená od slova mohyla i mimo oblast středomoravských nářečí (mj. v Čechách). Německé jméno vzniklo z českého, mimo jiné rázným krácením.

## Historie

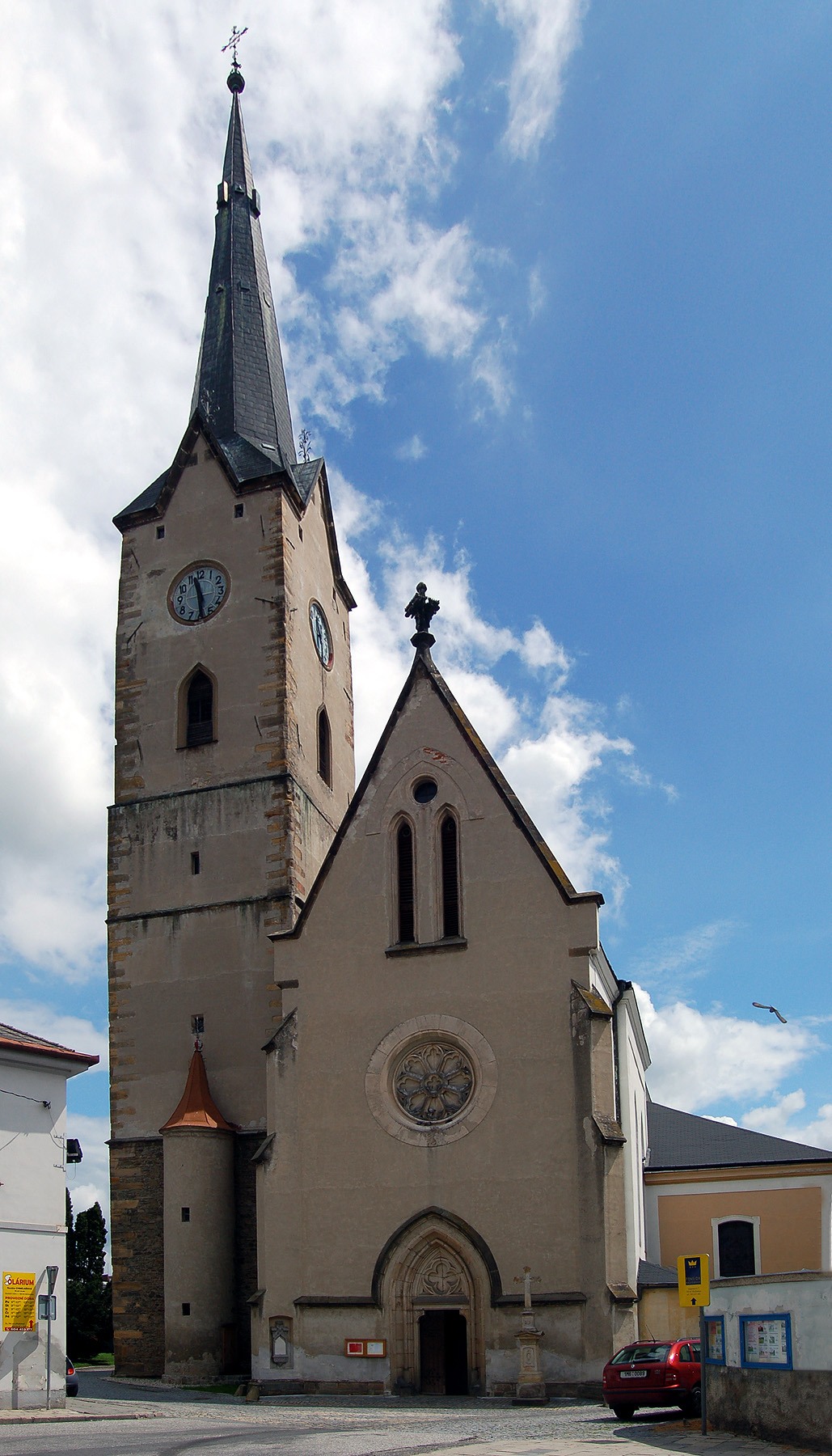
Farní kostel svatého Tomáše Becketa

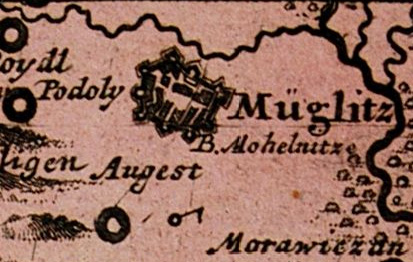
Mohelnice na historické Müllerově mapě z roku 1716

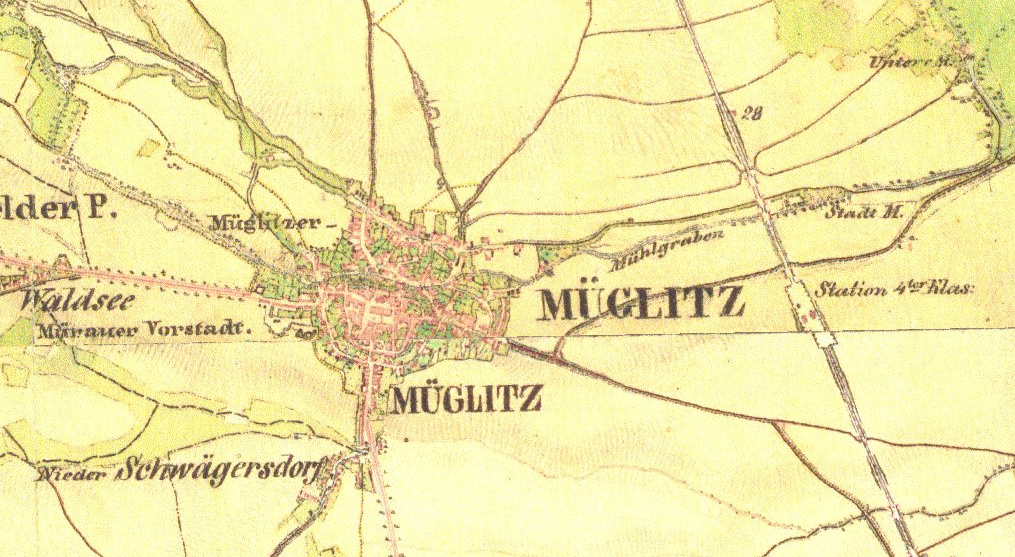
Mohelnice na historické mapě druhého vojenského mapování z let 1836–1852

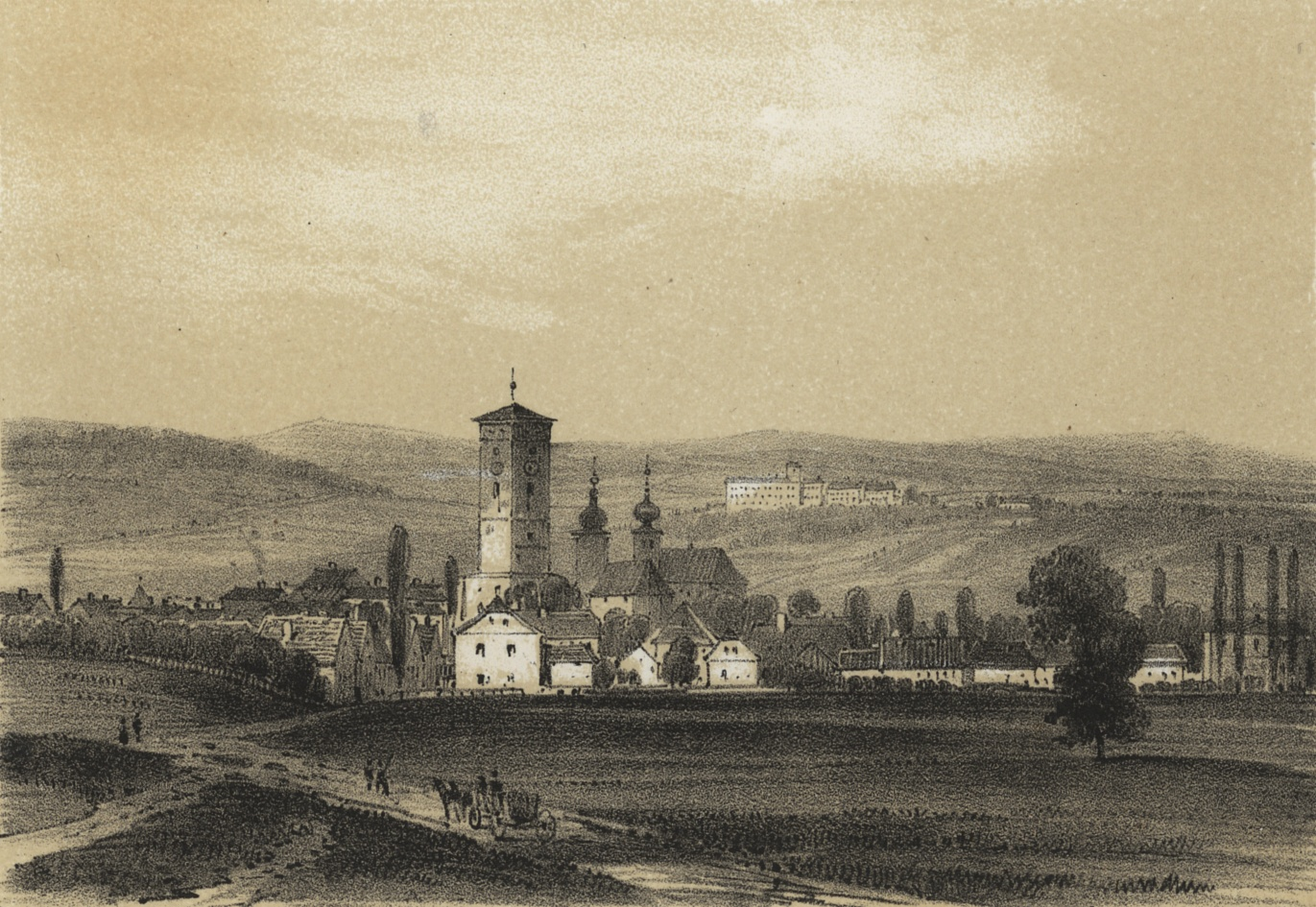
Mohelnice v roce 1845

První osídlení území dnešní Mohelnice proběhlo již v pravěku před zhruba 8000 lety, kdy se zde nacházela jedna z osad zemědělců a pastevců dobytka (lidí tzv. kultury lineární keramiky). Pozůstatky jejich sídlišť byly objeveny v lokalitě bývalého místního cukrovaru v místech štěrkopískoven a přinesly v roce 1999 i jedinečný objev monoxylu, tj. pravěké lodi, vydlabané z jediného kusu dřeva.
Toto osídlení ale ve 3.–4. století př. n. l. ustoupilo Keltům (tzv. laténské kultuře), kteří zde založili několik osad (kromě Mohelnice i v Moravičanech, Polici nebo Libivé). Z této doby byly nalezeny železné nástroje, zbraně i šperky, stejně tak jako keramika či vlastní mince. Keltové byli nicméně na přelomu letopočtu vytlačeni z tohoto území vpády Germánů. Ti sami byli přibližně v 9. století nahrazeni Slovany, kteří zde založili dvě větší zemědělská osídlení – kromě Mohelnice i v Moravičanech. K rozvoji osad došlo zejména po roce 1000, kdy se v Olomouci usadila přemyslovská knížata.
První písemná zmínka o obci (Mogilnici) pochází z roku 1131, kdy ji jako majetek metropolitní olomoucké kapituly jmenoval olomoucký biskup Jindřich Zdík. Ve 13. století se jádro osídlení přestěhovalo kvůli pravidelným záplavám a případné lepší obraně na malou vyvýšeninu, tvořící dodnes centrum města. V roce 1275 zde vznikla zřejmě první škola na území severní Moravy, přiřazená k místní faře. Na začátku 14. století postihly Mohelnici dvě morové epidemie, v roce 1322 bylo městu uděleno právo vybudovat opevnění, prozatím však zůstalo jen u palisád, valů a vodního příkopu, které nedokázaly zadržet husitská vojska. Ta 28. října 1424 město dobyla a vypálila a na 700 obyvatel zabila. Město bylo v druhé polovině 15. století obnoveno a kolem historického jádra byly vystavěny kamenné hradby se čtyřmi bránami. Z této doby se zachovala jediná severní tzv. Vodní brána z roku 1540.
Dva mohelničtí rodáci se v 16. století stali pražskými arcibiskupy – nejprve to byl Antonín Brus a po něm Martin Medek, oba městu finančně přispívali na úhradu dluhů či rozvoj. Během třicetileté války bylo město nejprve roku 1623 dobyto protihabsburskými vojsky vedenými Gabrielem Betlenem (ve 40. letech 17. století bylo město dobyto ještě několikrát a 17. června 1642 i vypáleno) a poté zde vypukla další epidemie moru. V Mohelnici byl také v roce 1680 zadržen a o pět let později v čarodějnickém procesu i upálen Kryštof Alois Lautner, katolický duchovní a ústřední postava románu a filmu Kladivo na čarodějnice. V roce 1713 s příchodem Franze Ulricha z Mimoně začala ve městě výroba sukna, která se brzy stala důležitou součástí místního průmyslu a živila velkou část obyvatelstva.
V polovině 18. století bylo město během válek o rakouské dědictví opět několikrát napadeno a vypleněno. Po konci období bojů došlo k rozvoji města – roku 1775 zde byl otevřen poštovní úřad, v roce 1787 pak byla městská rada nahrazena voleným magistrátem v čele s purkmistrem, roku 1833 spojila město s Olomoucí a Prahou pravidelná dostavníková linka, v letech 1845–1846 ji nahradila železnice a v roce 1848 zde vznikla telegrafní stanice. V 60. letech 19. století byla ve městě vybudována kanalizace a v roce 1874 otevřena první měšťanská škola.
V roce 1904 byla postavena elektrotechnická továrna firmy Ludwig Doczekal & Company, která se později stala majetkem MEZ Moravských elektrotechnických závodů a po roce 1989 součástí koncernu Siemens. Dne 16. října 1910 se v Mohelnici díky místní elektrárně poprvé rozsvítilo elektrické světlo. V roce 1930 v Mohelnici žilo 4574 obyvatel.
Jako součást tzv. Sudet se město s velkou většinou německého obyvatelstva stalo v říjnu 1939 (na základě uzavření Mnichovské dohody) součástí nacistického Německa a ještě před vypuknutím druhé světové války bylo dne 10. října 1938 obsazeno říšskoněmeckým vojskem. Osvobozeno od německých ozbrojených sil bylo až 9. května 1945 postupující Rudou armádou. Německé obyvatelstvo bylo poté většinou vysídleno, čímž se město částečně vylidnilo. Volné domy a byty byly nabídnuty Čechům. 
Po nástupu komunismu v roce 1948 proběhlo několik neúspěšných pokusů o založení JZD. To vzniklo nakonec až v roce 1957. Postupně k němu byla připojována družstva z okolních obcí, které byly k Mohelnici připojeny roku 1976. Po roce 1989 došlo k rychlému rozvoji města – např. výstavba jižního obchvatu, průmyslové zóny či výrazné rozšíření nabídky služeb. Od 2. dubna 2012 do konce října téhož roku se v Mohelnici opravilo náměstí i přilehlé ulice: Třebovská, S. K. Neumana a Olomoucká. Na náměstí se objevila nová umělecká kašna s fontánou a nová zeleň.

## Obyvatelstvo
Po vysídlení německého obyvatelstva po roce 1945 došlo k prudkému poklesu počtu obyvatel Mohelnice, který byl později kompenzován nastěhováním občanů okolních obcí do volných domů.
K roku 2001 zde žilo 9847 obyvatel, z toho 49,4 % mužů a 50,6 % žen. Národnostní složení obyvatel města je poměrně homogenní – 91 % se hlásí k národnosti české, 6,2 % k národnosti moravské, 1 % k národnosti slovenské a 0,2 % k národnosti německé. Z celkového počtu obyvatel se jich k víře hlásí 2634 (tj. 26,7 %) – k římskokatolické církvi 2155 věřících, k československé církvi husitské 157 věřících, k pravoslaví 73 věřících, k českobratrské církvi evangelické 55 věřících a k církvi adventistů sedmého dne 22 věřících.
| Rok            | 1869  | 1880  | 1890  | 1900  | 1910  | 1921  | 1930  | 1950  | 1961  | 1970  | 1980  | 1991  | 2001  | 2011  | 2021  |
| -------------- | ----- | ----- | ----- | ----- | ----- | ----- | ----- | ----- | ----- | ----- | ----- | ----- | ----- | ----- | ----- |
| Počet obyvatel | 4 512 | 4 999 | 4 746 | 4 544 | 4 840 | 5 116 | 4 886 | 4 861 | 5 330 | 6 040 | 7 121 | 8 419 | 8 513 | 8 513 | 7 717 |
| Počet domů     | 563   | 576   | 590   | 598   | 604   | 633   | 765   | 848   | 826   | 830   | 859   | 944   | 1 004 | 1 142 | 1 142 |

## Obecní správa

### Části města
- Mohelnice
- Křemačov
- Květín
- Libivá
- Podolí
- Řepová
- Studená Loučka
- Újezd

Součástí Mohelnice byly v letech 1980–1990 také obce Mírov a Třeština a v letech 1985–1990 také obec Líšnice.

### Správní území

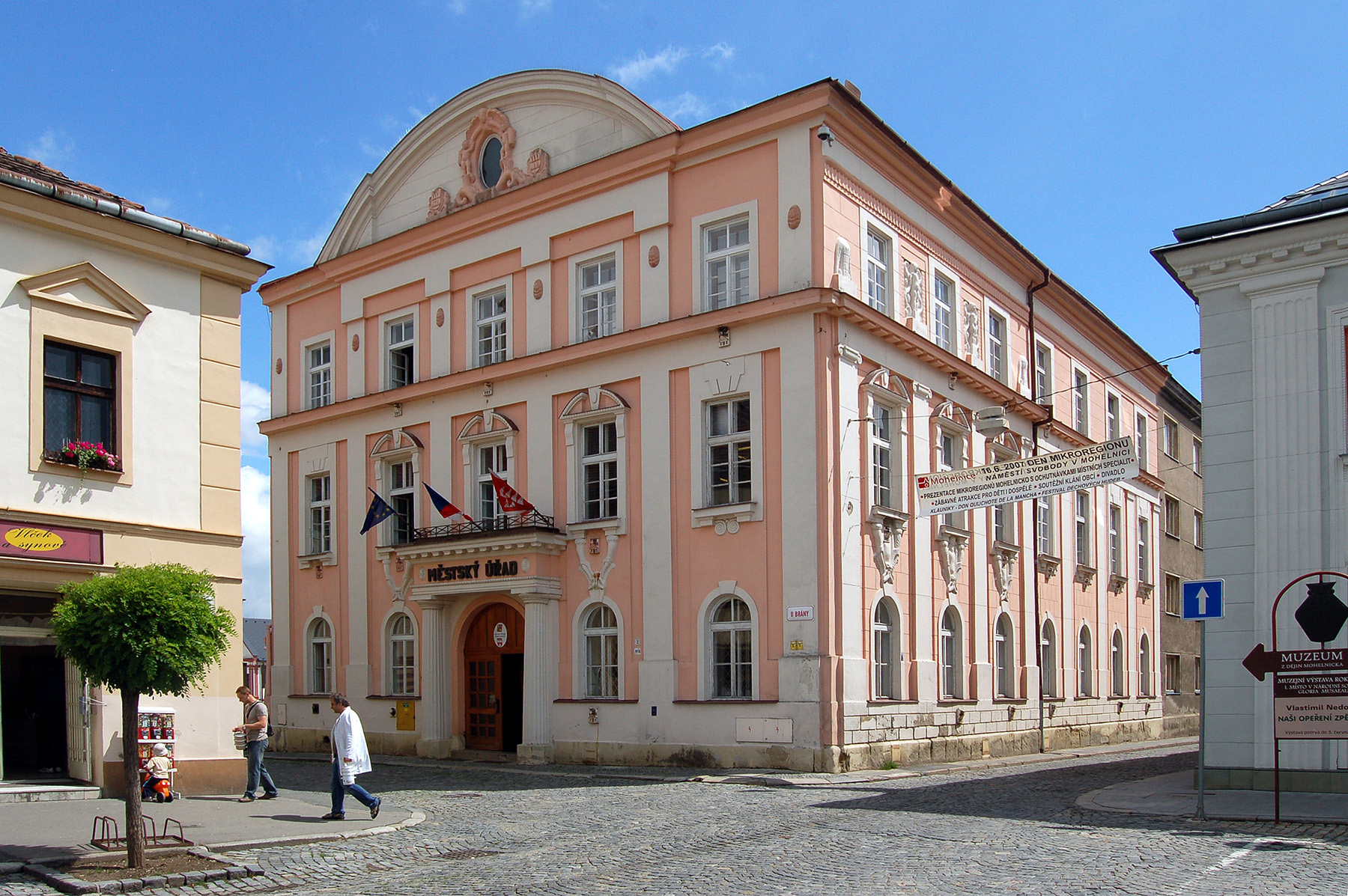
Stará budova Městského úřadu v severovýchodním rohu náměstí Svobody

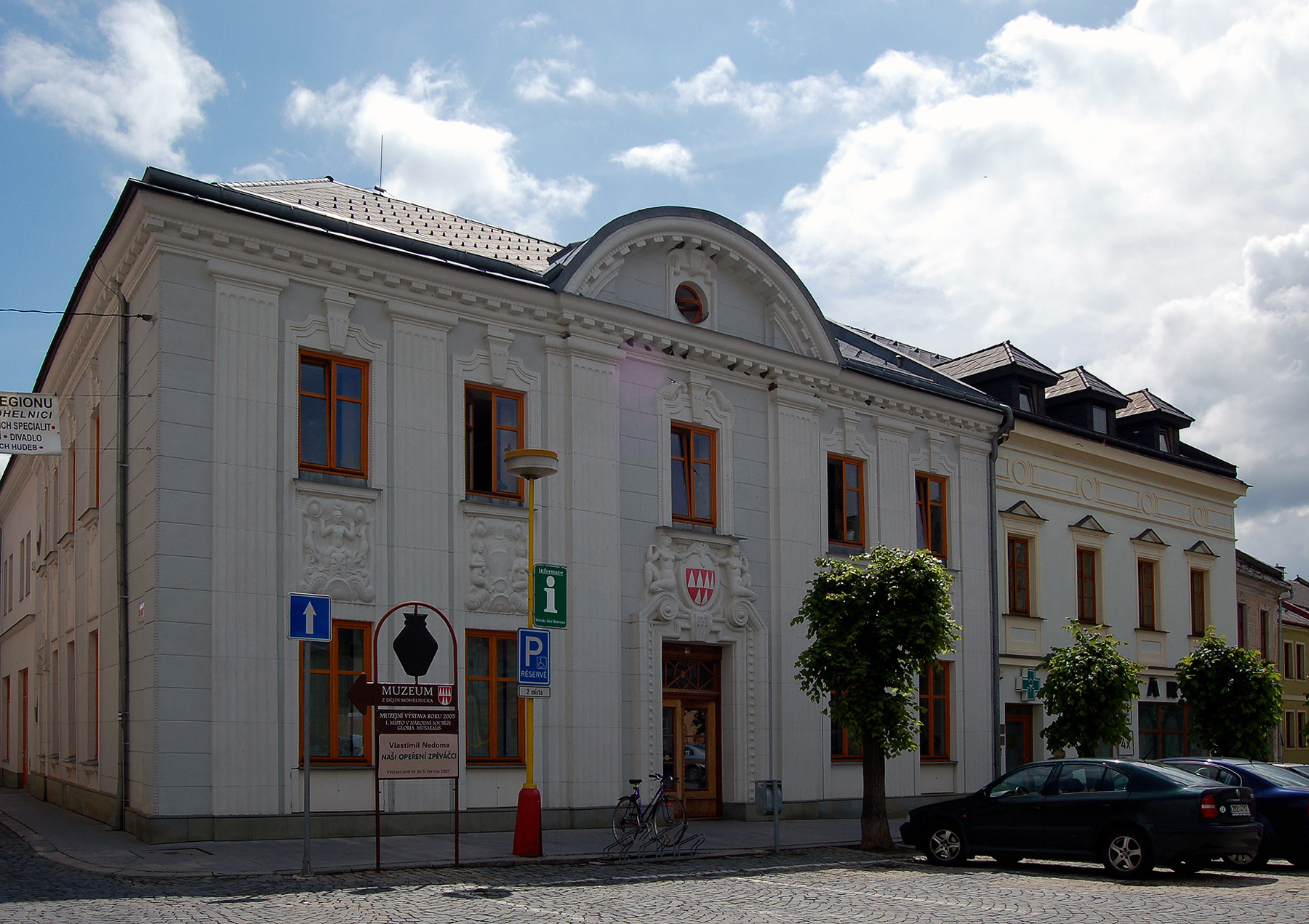
Nová budova Městského úřadu na východní straně náměstí Svobody

Město náleží k Olomouckému kraji a je jedním z větších měst okresu Šumperk. V místních volbách je voleno 21 členů městského zastupitelstva, ti poté ze svých řad vybírají starostu, jeho dva zástupce a další členy městské rady, která má dohromady 7 členů. Od roku 1989 zde radnici ovládalo nejprve OF a poté ODS. V roce 2010 bylo vedení radnice složeno z ODS, TOP 09, ČSSD a VV.
Při volbách do městského zastupitelstva na funkční období 2014–2018 ve dnech 10.–11. října 2014 dosáhla v Mohelnici volební účast 38,9 % s následujícími výsledky:
| Volby 2014            | Počet hlasů | Počet mandátů |   |
| --------------------- | ----------- | ------------- | - |
| Mohelnická demokracie | 18 210      | 9             | 9 |
| Nezávislí             | 6 661       | 3             | 3 |
| ANO 2011              | 5 939       | 3             | 3 |
| TOP09                 | 5 717       | 2             | 2 |
| KSČM                  | 4 883       | 2             | 2 |
| KDU-ČSL               | 4 202       | 2             | 2 |

Po volbách v roce 2014 se starostou stal Ing. Pavel Kuba z Mohelnické demokracie a místostarostkou Jana Kubíčková taktéž z Mohelnické demokracie. V opozici skončily 2 strany: Nezávislí a KSČM.

### Volby 2018
Ve volbách v roce 2018 opět zvítězila Mohelnická demokracie se ziskem 11 mandátů, do zastupitelstva se vrátila ČSSD reprezentovaná bývalým místostarostou a poslancem Pavlem Němcem a ODS reprezentovaná ředitelem ZŠ. Nově se do zastupitelstva dostalo hnutí Změna je možná! reprezentované nejmladším zastupitelem v České republice Tadeášem Bačou. Ze zastupitelstva naopak vypadli NEZÁVISLÍ. Mohelnická demokracie vytvořila koalici s KSČM, ODS a hnutím ANO 2011, v opozici skončili zástupci Společně pro město, ČSSD, KDU-ČSL a Změny.
| Volební strana                     | Počet hlasů | Počet hlasů v % | Počet mandátů | Rozdíl 2014-2018 |
| ---------------------------------- | ----------- | --------------- | ------------- | ---------------- |
| Mohelnická demokracie              | 26 506      | 42,10%          | 11            | ↑3               |
| ANO 2011                           | 9 175       | 14,57%          | 3             | →3               |
| Společně pro město - TOP 09/Zelení | 6 647       | 10,56%          | 2             | →2               |
| KDU-ČSL                            | 4 112       | 6,53%           | 1             | ↓1               |
| KSČM                               | 3 790       | 6,02%           | 1             | ↓1               |
| Změna je možná! - Změna/bezpp      | 3 373       | 5,36%           | 1             | ↑1               |
| ČSSD                               | 3 360       | 5,34%           | 1             | ↑1               |
| ODS                                | 3 219       | 5,11%           | 1             | ↑1               |
| NEZÁVISLÍ                          | 2 772       | 4,40%           | 0             | ↓3               |

### Mikroregion Mohelnicko
Svazek obcí mikroregionu Mohelnicko byl zaregistrován již v roce 1999 a od roku 2006 jej tvoří celkem 14 obcí: Klopina, Krchleby, Líšnice, Loštice, Maletín, Mírov, Mohelnice, Moravičany, Palonín, Pavlov, Police, Stavenice, Třeština a Úsov. Mikroregion Mohelnicko zabírá plochu přibližně 130 km² a žije v něm kolem 18 000 obyvatel (tj. cca 10 % plochy a 15 % obyvatelstva okresu Šumperk), což představuje hustotu osídlení 138 obyvatel na 1 km², tedy více než celostátní průměr (130 obyvatel na 1 km²). Předmětem činnosti tohoto svazku obcí je vzájemná pomoc při řešení samosprávných, kulturních, environmentálních i hospodářských problémů a získávání finančních prostředků na podporu projektů v regionu.
Mikroregion Mohelnicko od roku 2007 úzce spolupracuje s Místní akční skupinou Mohelnicko , jejíž členská základna je vedle všech 14 obcí mikroregionu tvořena také 18 zástupci neziskového a podnikatelského sektoru (k 1.1.2022). Jedná se o zapsaný spolek, jehož cílem je podpora rozvoje občanských iniciativ na místní a regionální úrovni. 

## Doprava

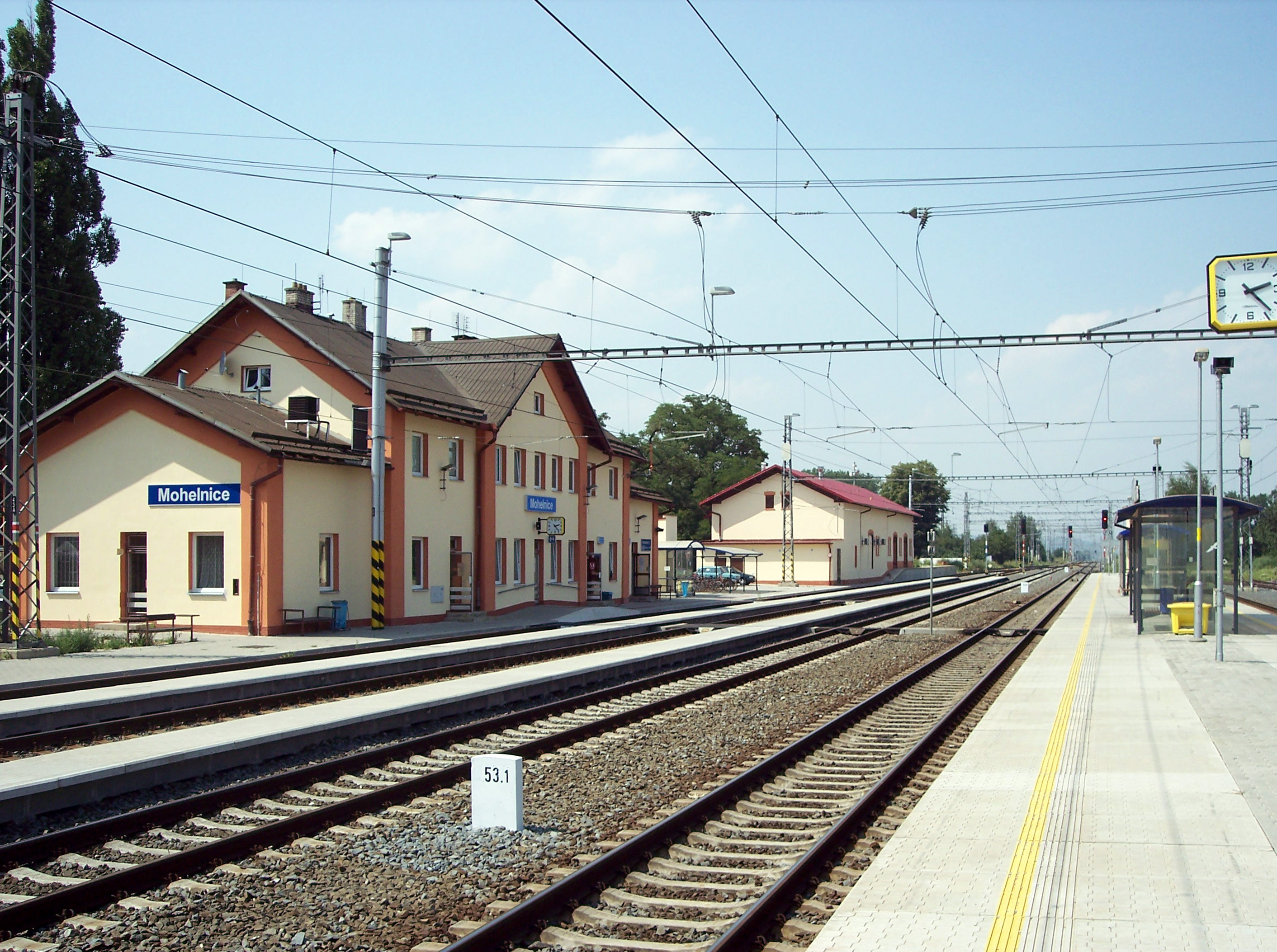
Železniční stanice v Mohelnici

Ve městě je zavedena linka městské autobusové dopravy, která spojuje místní vlakové a autobusové nádraží. Vlakové spojení je několikrát denně na přestup do Zábřehu, Červenky a Olomouce. Autobusy dále spojují Mohelnici se Šumperkem, Prostějovem, Brnem, Hradcem Králové, Libercem, Havlíčkovým Brodem, Jihlavou a Ostravou a také s okolními obcemi Úsovem, Lošticemi, Litovlí, Bouzovem, Moravskou Třebovou či Mírovem. Letecká doprava nemá ve městě potřebnou infrastrukturu, nejbližší letiště pro sportovní účely jsou ve zhruba 20 km vzdáleném Starém Městě a Šumperku. Díky výhodné poloze na dálnici D35 a silnici I/44 je okrajová část města zatížena velmi silnou osobní i nákladní automobilovou dopravou.

## Společnost

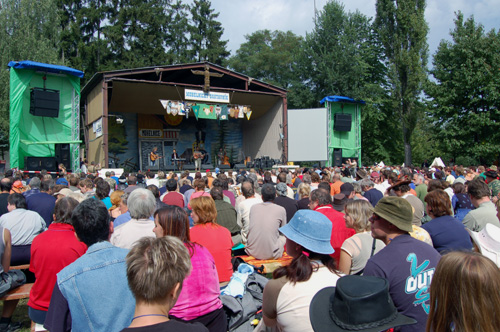
Mohelnický dostavník probíhal každoročně v Městských sadech

Z historického hlediska je významná poloha města na okraji etnografického regionu Haná. Ve městě se pravidelně koná několik kulturních akcí – např. folkový a country festival Mohelnický dostavník, který v roce 2019 skončil, či open air festival populární hudby Fingers up. Původní biograf na nám. Tyrše a Fügnera byl v roce 2003 uzavřen kvůli malému využití (zejména po otevření multikina v blízké Olomouci), jeho provoz pokračuje ve malém sále kulturního a sportovního centra, které sídlí na Náměstí Svobody.
V Mohelnici je vydáván pravidelný měsíčník Mohelnický zpravodaj a na internetu vysílá (včetně záznamu z jednání zastupitelstva) regionální Mohelnická televize. Ve městě je také městská knihovna, oficiálně založená v roce 1945, která však v různém rozsahu funguje již od roku 1904.
Mezi pravidelné akce, které pořádá MKSC s.r.o. patří zejména Mohelnické kulturní léto, kde hrají zejména regionální kapely z blízkého okolí. Dále pravidelně na začátku září probíhají na Náměstí Svobody Dny evropského dědictví, kde vystupují známé kapely z celého Česka.

### Mohelnická televize
V Mohelnici dříve existovala regionální televize, která pravidelně vysílala na kanále TV Prima. Toto vysílání však bylo kvůli vysokým finančním nákladům zrušeno. V červnu roku 2014 se vysílání obnovilo v podobě internetové televize. Na webových stránkách www.mohelnickatelevize.cz se pravidelně objevují reportáže z Mohelnice a okolí. Mohelnická televize spadá pod Mohelnické kulturní centrum, které sídlí v místním Domě kultury.

### Sport

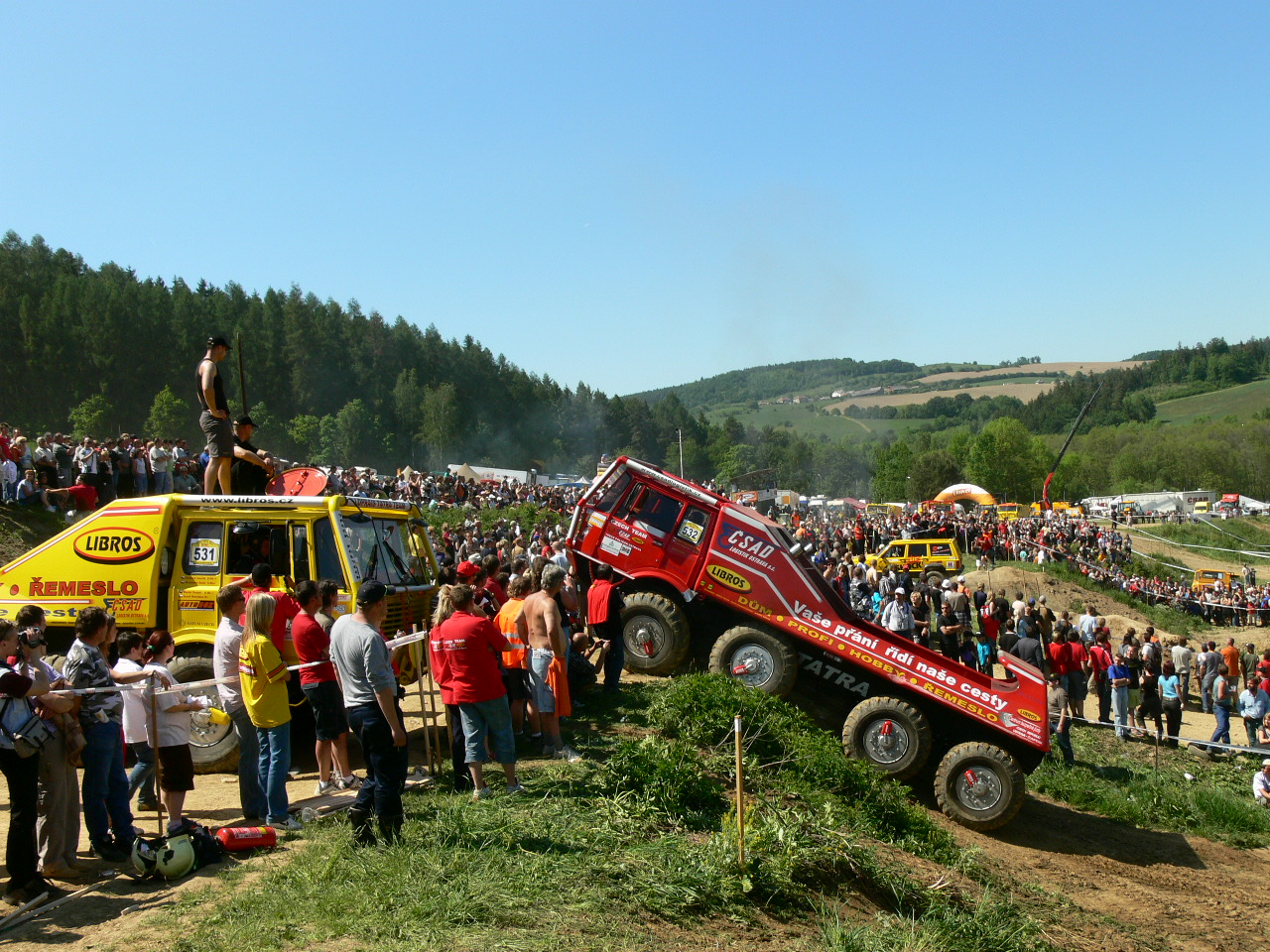
Extrem Truck Trial v Mohelnických lomech

Ve městě je krytý bazén a také otevřené koupaliště v areálu místního autokempu. Kromě toho ve městě funguje několik sportovních oddílů – mj. fotbalový, florbalový, nohejbalový, tenisový, basketbalový, hokejový a v judu. Judistický oddíl TJ Sokol Mohelnice se účastní nejvyšší české ligové soutěže a s úspěchy i mezinárodních závodů. Kombinace mírně zvlněného terénu i vyšších kopců v okolí je vhodná v zimních měsících k běhu na lyžích a od jara do podzimu k cykloturistice – Mohelnicí také prochází regionální poznávací Čarodějnická cyklotrasa. Na jaře je pak v blízkém lomu u Křemačova pořádána truck-trialová show Extrem Truck Trial, která je největším podobným závodem v Česku a patří také mezi nejtěžší závody tohoto druhu v Evropě.

### Školy a vzdělávání

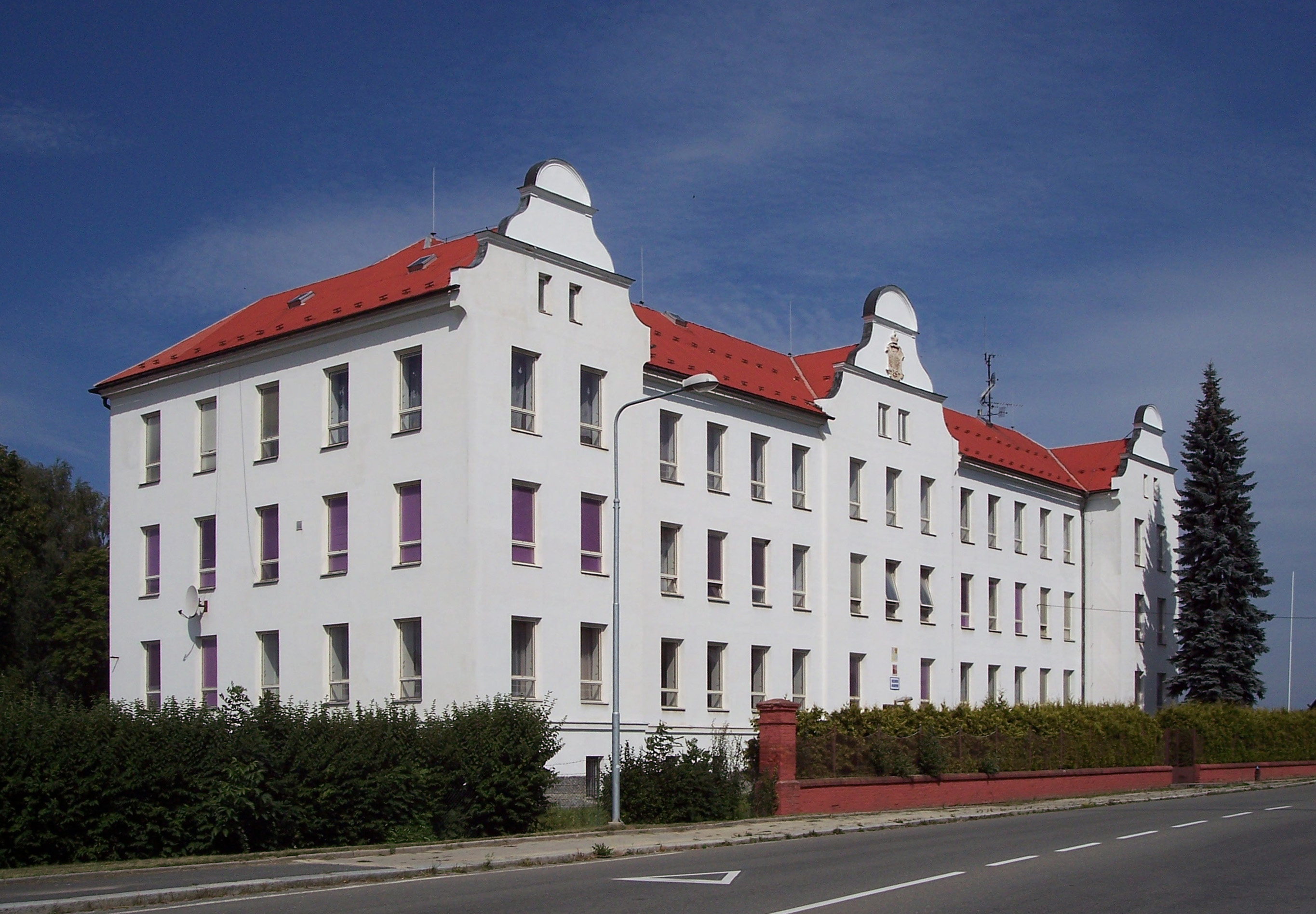
Budova Obchodní akademie v Mohelnici

V Mohelnici se nacházejí tři mateřské školy (v ulici Hálkova, Na Zámečku a Mikrojesle Žabičky) a tři školy základní (v ulicích Mlýnská, Vodní a Masarykova). Dále jsou zde celkem tři střední školy:
- Střední průmyslová škola elektrotechniky a informatiky (v ulici Gen. Svobody 2)
- Střední škola technická a zemědělská (v ulici 1.máje)
- Odborné učiliště a Praktická škola (v ulici Vodní)

Ve městě je také Základní umělecká škola. Se studijními problémy se mohou děti a rodiče obracet na pedagogicko-psychologickou poradnu. Volnočasové aktivity pak dětem a mládeži organizuje např. Dům dětí a mládeže Magnet či místní skautský oddíl.

## Pamětihodnosti

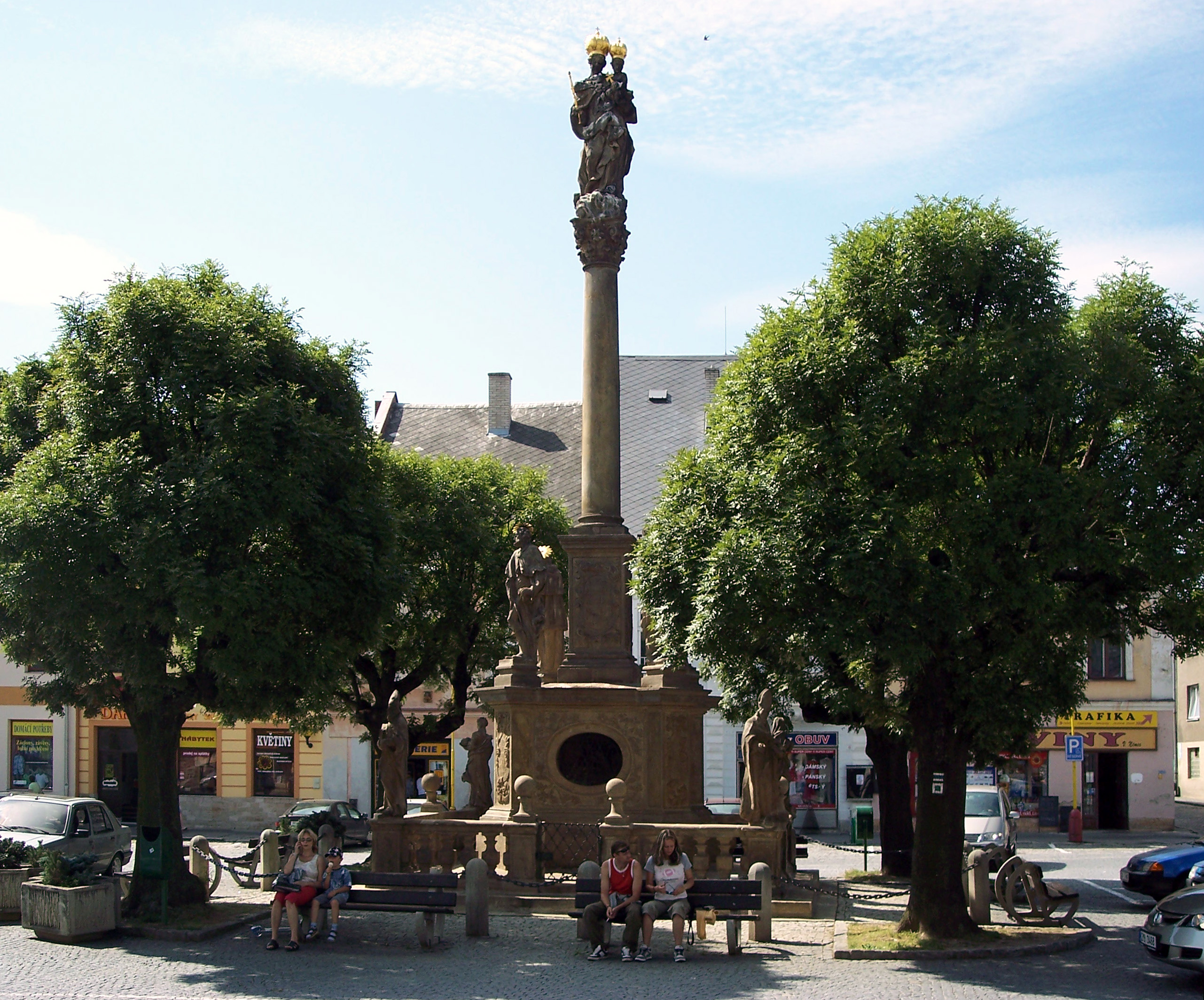
Morový sloup na náměstí Svobody

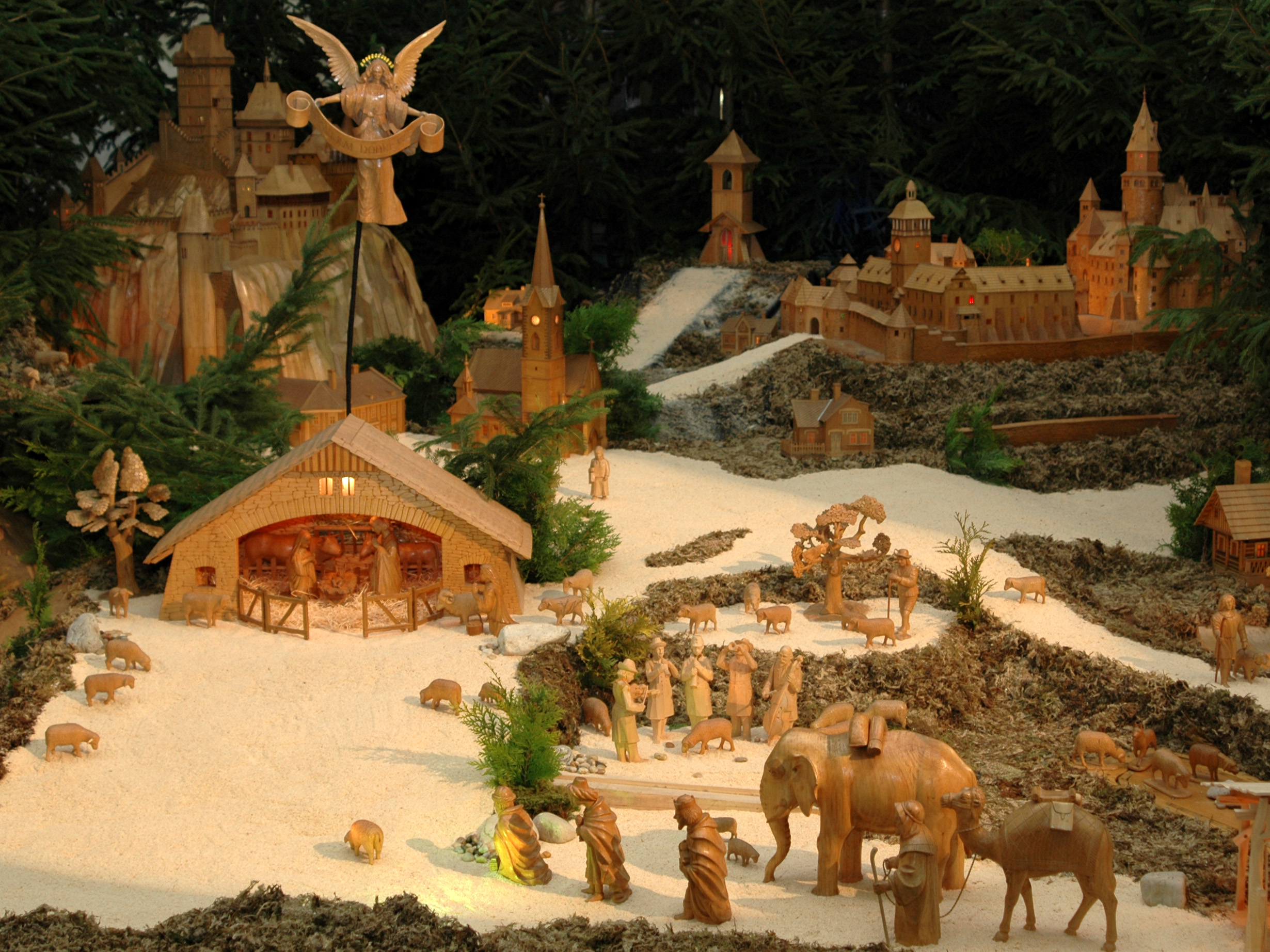
Mohelnický dřevěný betlém

Morový sloupMorový sloup na hlavním náměstí Mohelnice je dílem Jana Václava Strumera a byl dokončen roku 1717, tj. dva roky po devastující morové epidemii z roku 1715 (tu připomíná i zápis z kroniky vyrytý na sloupu). Na balustrádě jsou sochy sv. Anny, sv. Pavlíny, sv. Augustina a sv. Ambrože, na podstavci potom sv. Rozálie a sochy ochránců proti moru – sv. Karel Boromejský, sv. Roch, sv. Šebestián a sv. František Xaverius. Na vrcholu sloupu v korintském stylu je sousoší Panny Marie s Ježíškem.
Kostel svatého Tomáše z CanterburyFarní kostel svatého Tomáše z Cantenbury (též kostel sv. Tomáše Becketa), původní farní kostel Panny Marie, poprvé zmiňovaný v roce 1247, byl roku 1424 vypálen husitskými vojsky. Obnoven v gotickém stylu a znovu vysvěcen byl v roce 1480. Z období renesance se na bočních zdech i uvnitř kostela zachovala vzácná funerální figurální výzdoba, spjatá s rodinou tehdejšího faráře Valentina Schwarze. Další úpravy byly provedeny v barokním stylu, týkaly se především dvou bočních kaplí – sv. Anny a sv. Kříže a také oltáře, křtitelnice či kazatelny. Novogotická přestavba po požáru v 19. století přidala především průčelí s kamennou rozetou nad vstupními vraty.
Městská věžMěstská věž byla a stále je jednou z nejvýznamnějších dominant města. Věž je 72 m vysoká, čtvercového půdorysu, o základně 9 m a síle stěny u základů až 2,5 m. V minulosti byla její nejdůležitější činnost v oznamování nebezpečí, sloužila jako tzv. hlásná věž. V průběhu let věž několikrát změnila svůj vzhled, a to zejména umístěním hodin nebo tvarem střechy až do dnešní „špičaté“. Zatím poslední rekonstrukce kostelní věže proběhla v průběhu roku 2015. Při opravách byly kompletně vyměněny trámy a střešní krytina. Věž byla po rekonstrukci otevřena i veřejnosti a slouží jako místní rozhledna.
Mohelnický betlémKaždoročně o vánočních svátcích je v kostele svatého Tomáše z Canterbury vystaven velký vyřezávaný Mohelnický betlém. Na ploše 6 × 7 metrů je kromě jesliček také řada dalších figur i staveb, mimo jiné hrady Bouzov a Karlštejn. Mezi lety 1958 a 1988 jej vytvořil Josef Nedomlel ze Starého Města u Bruntálu (sám vyobrazený v betlémě jako chasník s pytlem mouky na zádech stojící před mlýnem). V jeho práci pokračoval i jeho syn František, který v roce 2003 dokončil chybějící figury skupiny muzikantů. Celý betlém je osvětlen a část figurek v něm je pohyblivá.
Městské muzeumMohelnické muzeum dokumentuje život v tomto regionu v průběhu historie. Je zde expozice věnovaná prehistorii, slovanskému osídlení i středověku – ta obsahuje kolekce loštických pohárů, nalezený poklad pražských grošů či odznaky mohelnických cechů. K vidění je v muzeu také hodinový stroj z kostelní věže nebo expozice dokumentující život měšťanů v 19. století a začátku 20. století. Z poválečných let je zde vystaveno několik předmětů upomínajících na politické vězně v 50. letech vězněné v mírovské věznici. Muzeum je otevřené každý den od pondělí do soboty, a to včetně malé galerie místních malířů a lapidária.
Památník děkana LautneraV mohelnických městských sadech byl roku 1685 po pětiletém věznění a vyslýchání odsouzen a za provozování čarodějnictví na hranici upálen šumperský děkan Kryštof Alois Lautner. Kvůli své oblíbenosti mezi lidmi a vlažnému postoji k rekatolizaci byl obžalován soudcem Bobligem z Edelstadtu. Když odmítal přiznat svou vinu, byl podroben i mučení. V letech 1999–2000 byl proces přezkoumán a děkan Lautner rehabilitován. Na místě v městských sadech, kde došlo k upálení, je umístěna kamenná pamětní deska.
Ostatní pamětihodnosti
- Kostel svatého Stanislava byl postaven v letech 1577–1584, v 17. a 18. století byl barokně upraven.
- Vodní brána – jediná dochovaná brána z původního městského opevnění
- Dům s baštou – místo věznění děkana Lautnera (tzv. čarodějnický domek)
- Městské opevnění – pozůstatky obranného systému města v podobě několika úseků hradební zdi, brány a dvou bašt
- Kaple svatého Vladimíra – někdejší evangelický kostel v Mohelnici, postavený roku 1906. V současné době je užíván Církví československou husitskou a Pravoslavnou církví.
- Do katastrálního území Mohelnice zasahuje část přírodní památky Zátrže.

## Osobnosti

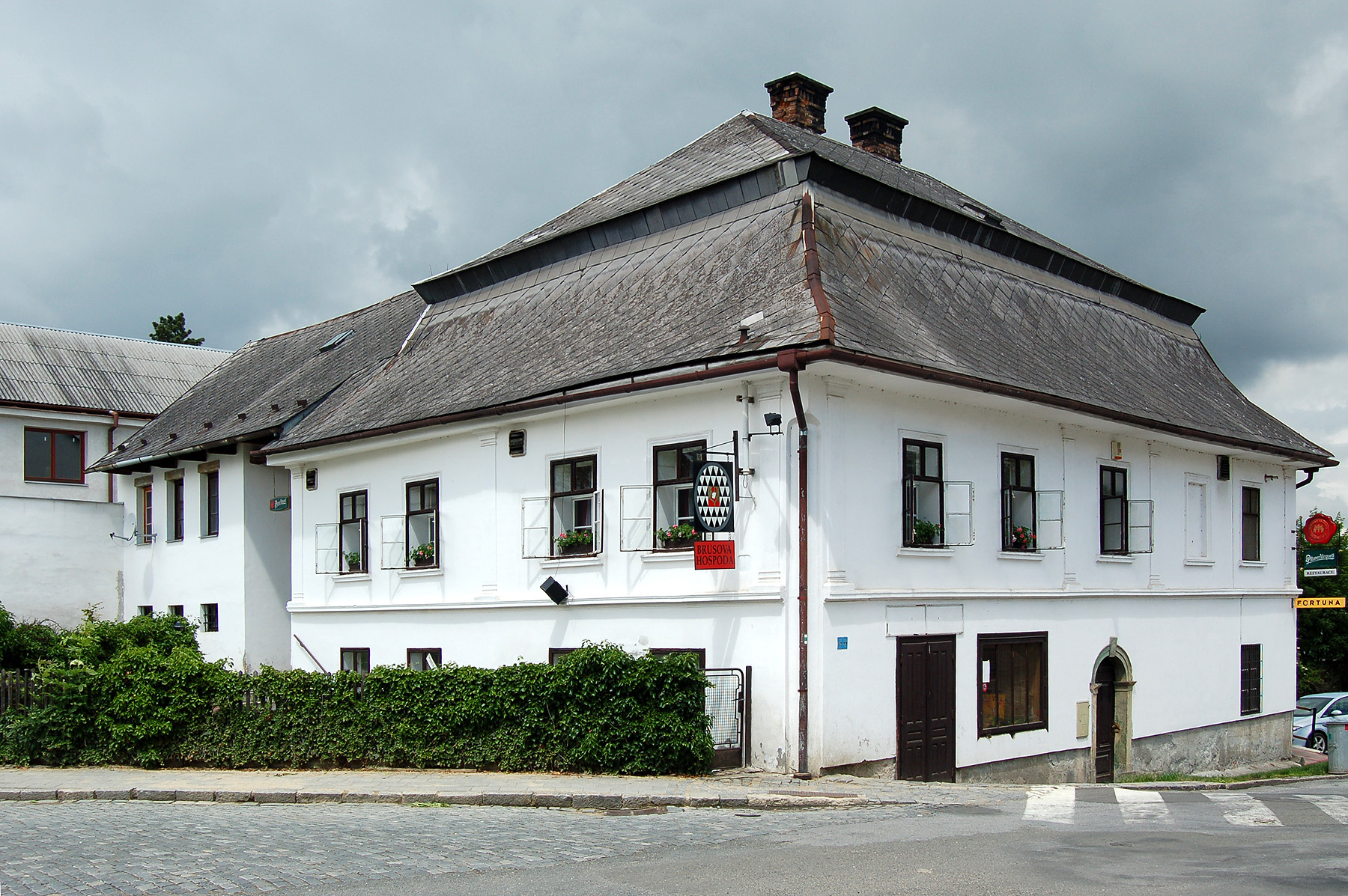
Brusova hospoda a Brusův šenk připomínají osobnost Antonína Bruse v jeho rodném městě

- Antonín Brus (1518–1580), pražský arcibiskup
- Martin Medek (1538–1590), pražský arcibiskup
- Filip Fabricius (1576–1640), sekretář dvorské kanceláře v Praze
- Kryštof Alois Lautner (1622–1685), kněz, upálen zde v roce 1685
- Matěj Kukulín (1641–1696), misionář
- Juda Tadeáš Super (1712–1771), barokní malíř
- Jan Antonín Sedláček (1728–1805), chrámový skladatel
- Johann Geyer (1794–1860), ekonom a pedagog [37][38]
- Emanuel Kusý (1844–1905), lékař a epidemiolog
- Edmund Reitter (1845–1920), entomolog
- Karel Penka (1847–1912), antropolog
- Antal Stašek (1843–1931), spisovatel, pobýval zde v letech 1913–1914[39]
- Zdeněk Hamřík (* 1982), písničkář
- Kateřina Šildová (* 1984), herečka a zpěvačka

## Partnerská města
- Radlin, Polsko [40]